# Estrilda gorja-roja
L'estrilda gorja-roja (Hypargos niveoguttatus) és un ocell de la família dels estríldids (Estrildidae).

## Hàbitat i distribució
Habita zones de matolls i boscos de ribera de l'est d'Angola, sud-est de la República Democràtica del Congo, centre i est de Kenya i sud de Somàlia cap al sud fins Tanzània, Ruanda, Burundi, Zàmbia, nord-est de Namíbia, Malawi, est de Zimbabwe, est de Moçambic i extrem nord-est de Sud-àfrica.